# Barhöft

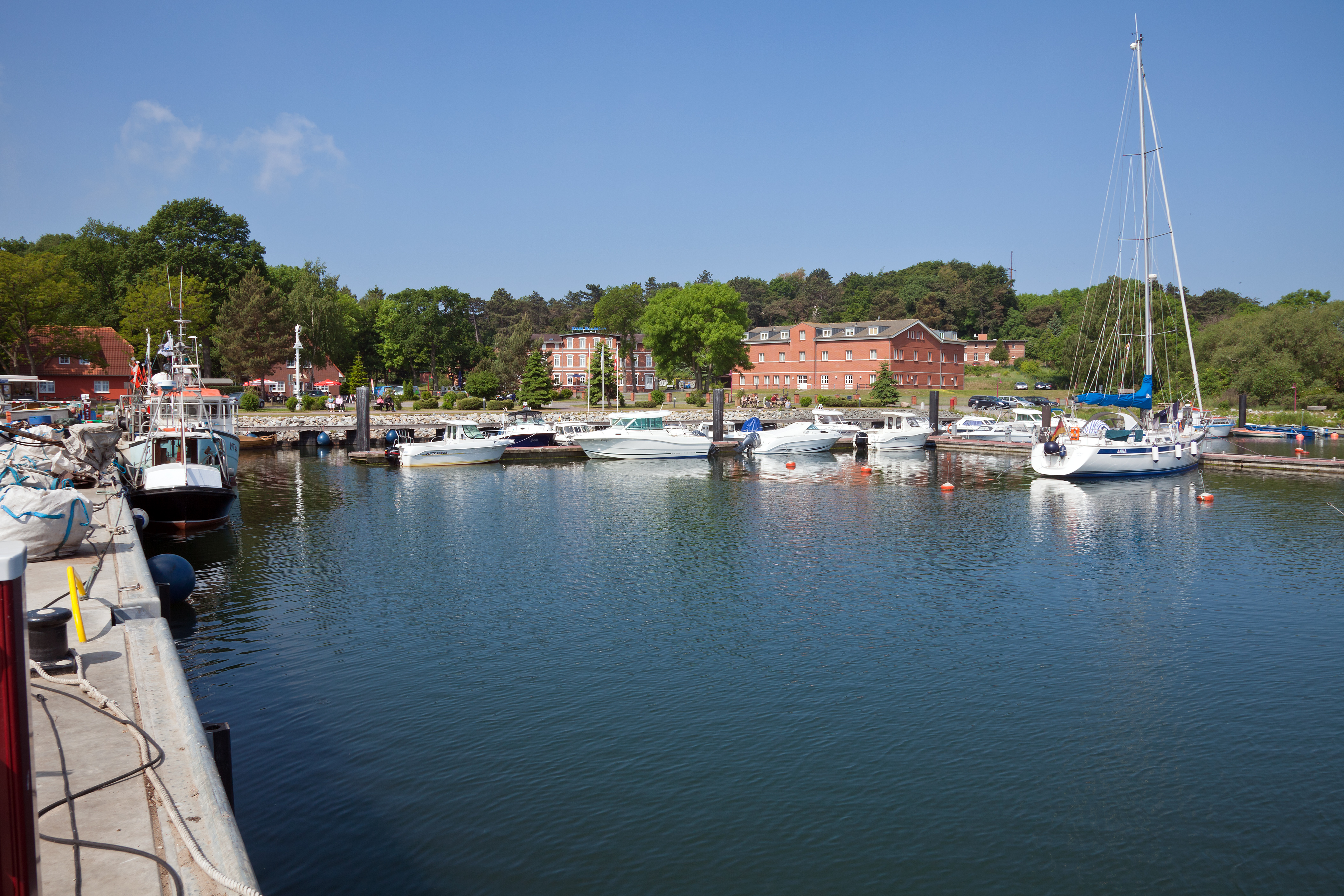
Barhöfter Hafen

Barhöft ist ein kleiner Ortsteil der Gemeinde Klausdorf, etwa 12 km nördlich von Stralsund in Vorpommern. Er hat rund 100 Einwohner und einen kleinen Hafen.

## Name und Lage
Der Name leitet sich vom niederdeutschen „höft“ für „Haupt, Kopf“ und bar für „nackt“ ab und bedeutet so viel wie karge, unbewaldete Landspitze.
Bis zur Wende und friedlichen Revolution in der DDR war Barhöft ein Stützpunkt der Nationalen Volksarmee mit eigenem Truppenübungsplatz. Heute ist Barhöft ein Teil des Nationalparks Vorpommersche Boddenlandschaft, der bei Naturliebhabern nicht zuletzt wegen seiner Kranich-Zwischenlandeplätze geschätzt wird. In der Besuchereinrichtung „Haus Norden“ zeigt das Nationalparkamt Vorpommersche Boddenlandschaft ganzjährig eine Informationsausstellung zum Thema Flora und Fauna an der Ostsee und am Bodden.
Der nahegelegene Aussichtsturm Barhöft an der Kliffküste bietet einen Blick auf die Halbinsel Zingst, die Inseln Bock, Hiddensee und Rügen sowie nach Stralsund. Der 16,9 m hohe Backsteinturm wurde 1986 als militärischer Beobachtungsturm errichtet. Nach der Deutschen Wiedervereinigung fand er längere Zeit keine Verwendung. 2004 wurde er nach Ergänzung durch eine stählerne Außentreppe als Aussichtsturm zugänglich gemacht. Viele Segler nutzen den Hafen von Barhöft als Zwischenstation zu den Inseln Rügen, Bock und Hiddensee. Der Ort hat einen kleinen Sandstrand sowie ein gut ausgebautes Rad- und Wanderwegenetz.

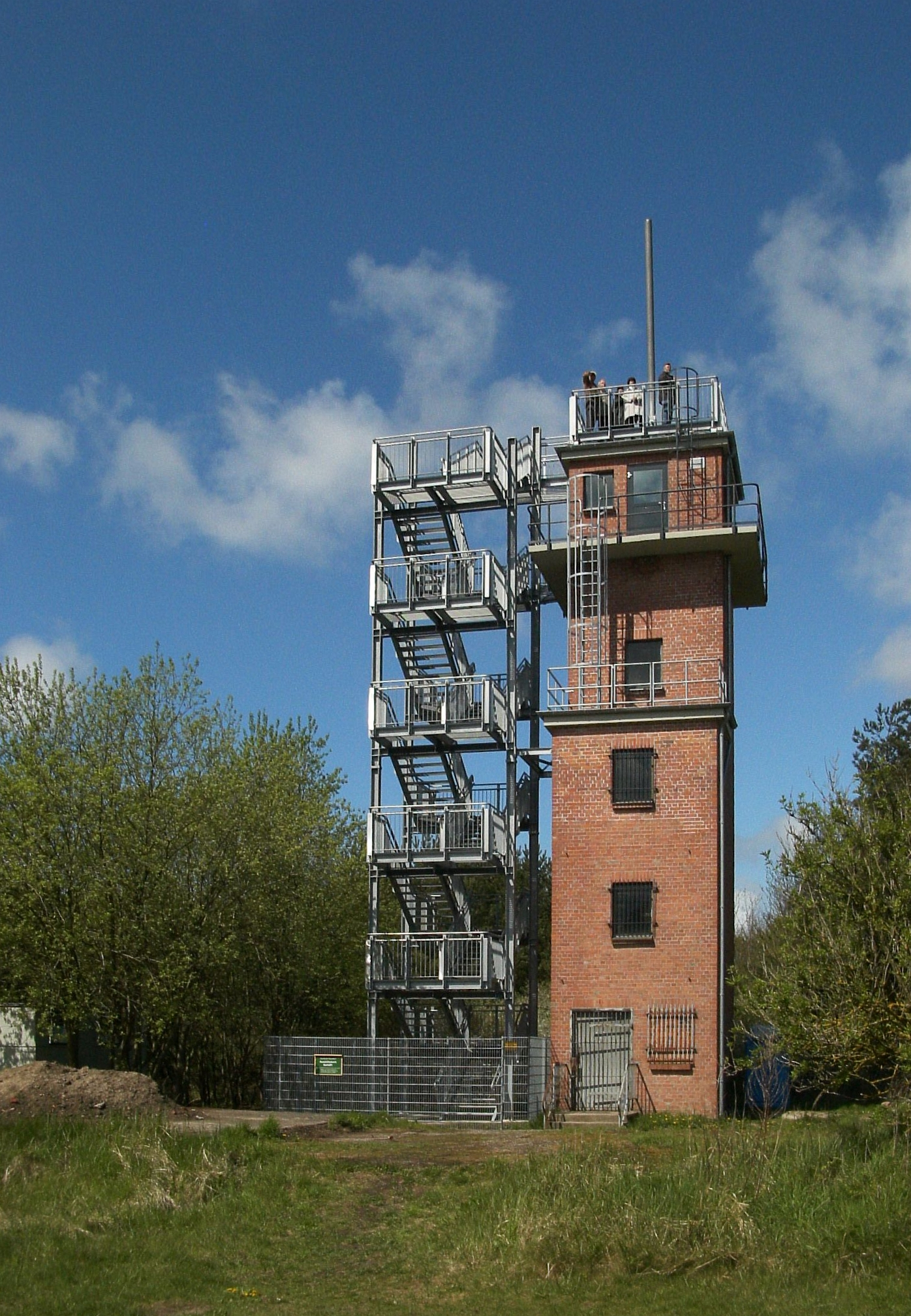
Aussichtsturm
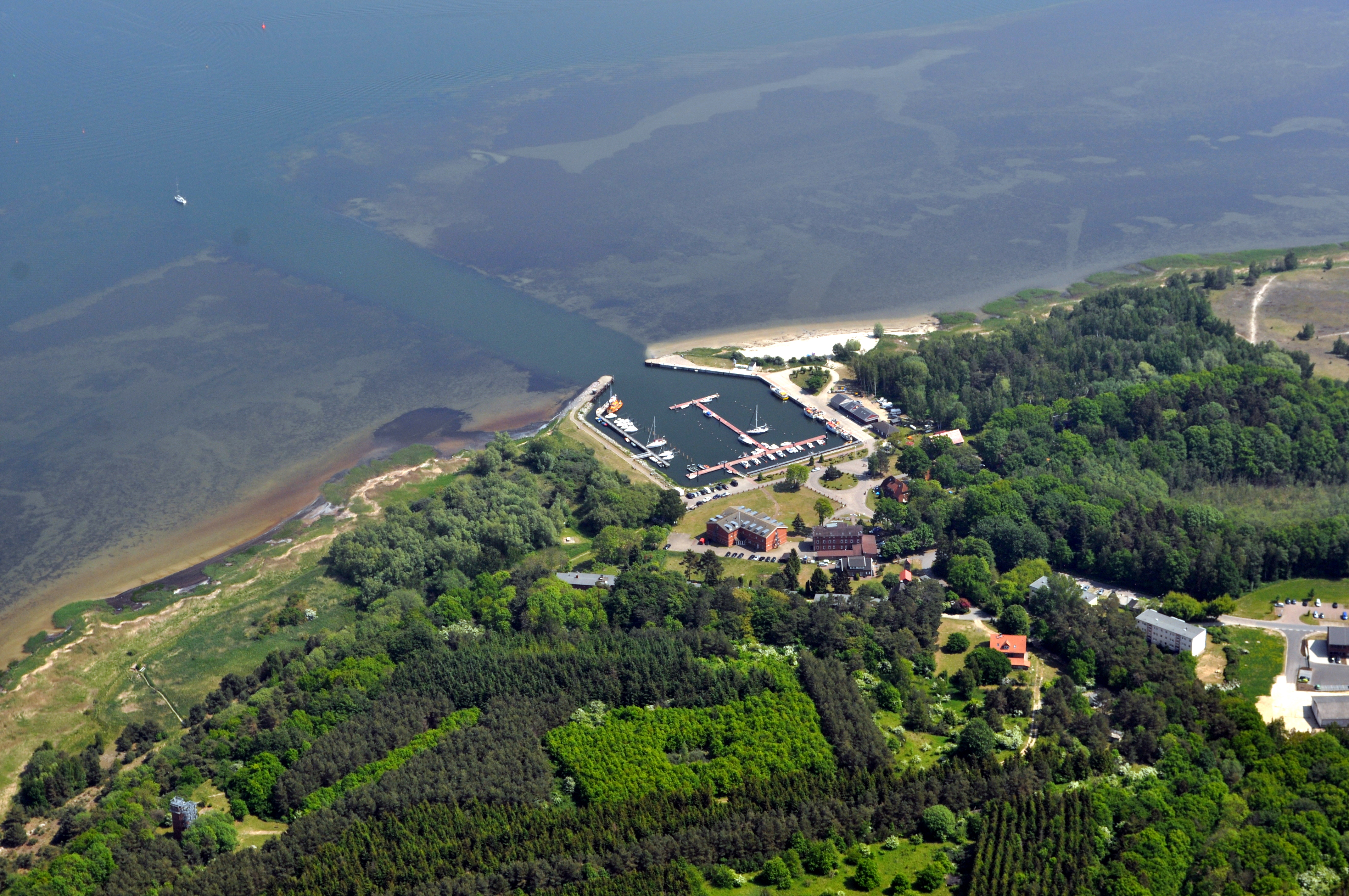
Barhöft
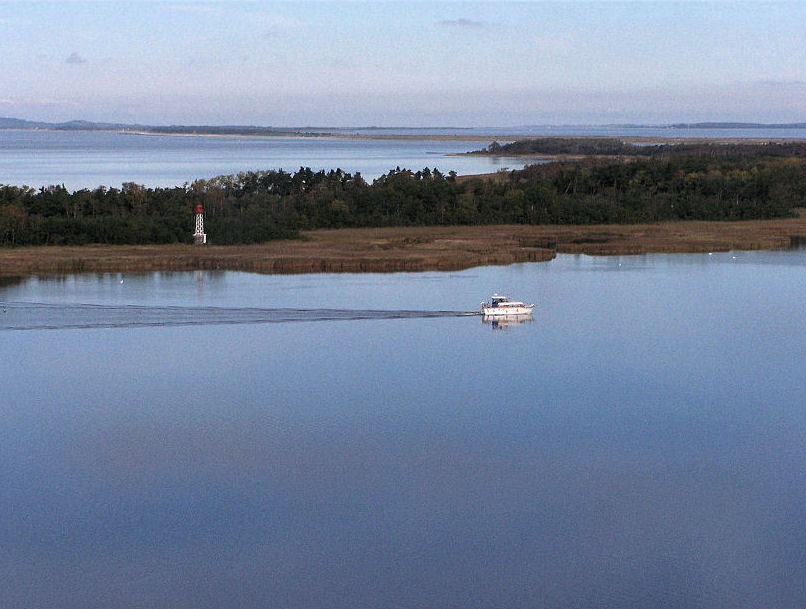
Blick über Bock und Gellen nach Hiddensee